# Richard Cottingham

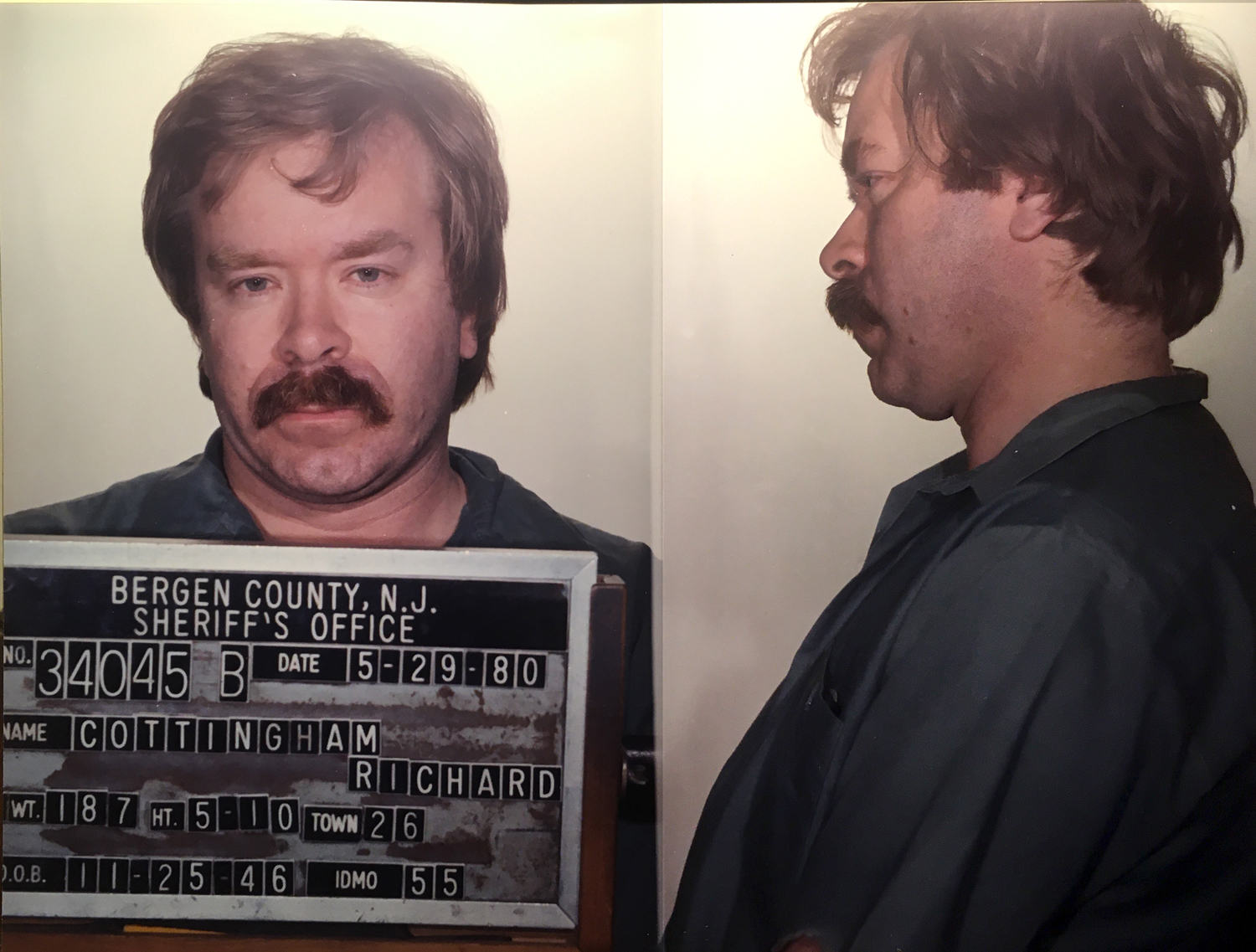
Richard Cottingham in 1980

Richard Francis Cottingham (New York, 25 november 1946) is een Amerikaanse seriemoordenaar die veroordeeld werd voor het vermoorden van ten minste vijf vrouwen tussen december 1977 en december 1979. Hij staat ook bekend als de Torso Killer en de Mid Town Torso Killer (niet te verwarren met de nooit gevonden Cleveland Torso Murderer).
Cottingham dankt zijn bijnaam "The  Torso Killer" aan het feit dat hij enkele van zijn slachtoffers achterliet zonder handen en hoofd (torso is Engels voor romp). Hij werd in 1980 opgepakt bij een poging tot moord en later veroordeeld tot een levenslange gevangenisstraf.
Tijdens een interview in 2009 in de gevangenis verklaarde hij vermoedelijk ‘tussen de 80 en 100 moorden’ gepleegd te hebben.

## Arrestatie
Toen Cottingham met een prostituee in een motelkamer was, belde daar iemand de politie, nadat er gegil vanuit de kamer te horen was. Toen een agent kwam controleren, kwam Cottingham de kamer uit met een onbruikbaar vuurwapen. Vervolgens werd hij gearresteerd. Cottingham bleek het meisje meteen na binnenkomst in de motelkamer in de handboeien te hebben geslagen, waarna hij haar beet en sneed met een mes. Vervolgens ging hij over tot meervoudige verkrachting.
In het koffertje dat Cottingham - een netwerkbeheerder - bij zich had, bleken onder meer verschillende sets handboeien, een mondknevel en collars te zitten. Vervolgens werden bij een huiszoeking verschillende eigendommen van zijn vorige slachtoffers gevonden.